# أوجاماجو دوريمي الجزء الأول
دروبي مع دوريمي مسلسل كرتوني مدبلج باللغة العربية يشمل الساحرات دوريمي (رفيف) هازوكي (ليلى) آيكو (صفاء) وهناك ساحرات أخريات وهنّ ساحرات يمثلن كوكب الأرض يعرض على قناة سبيس تون اسمه بالياباني أوجاماجو دوريمي.

## الممثلون
- ميسون أبو أسعد - رفيف
- فاتن عيدو - ليلى
- هزار الحرك - صفاء
- رغدة الخطيب - زينة
- آمنة عمر - وريف
- فدوى سليمان-فلة
- عادل أبو حسون -طب طب
- لويز عبد الكريم
- رغدة الخطيب - زينة
- أماني الحكيم
- انجي اليوسف
- ندين تحسين بيك
- رفاه الخطيب
- سمر كوكش
- سامر رضوان
- راميا الإبراهيم
- مروان فرحات
- لورا أبو أسعد

## الشخصيات
- رفيف: فتاة متهورة لكنها طيبة كلماتها الدائمة هي أنا أتعس فتاة في العالم يجن جنونها عندما تسمع كلمة شرائح اللحم لأنها تحب أكله، تعيش مع والدها وهو مؤلف قصص ويعشق صيد السمك وأمها وهي ربة منزل وأختها وريف أصغر منها بأربع سنوات.

كلمة السر التي تقولها : دو ري مي فا سو لا سي دو
- ليلى: وهي فتاة رقيقة وذكية ومنظمة على عكس رفيف، ليس لها أخوة والدها مخرج أفلام والدتها مصممة أزياء وهي من أسرة غنية جدا.

كلمة السر التي تقولها : دو سي لا سو فا مي ري دو
- صفاء:وهي فتاة لطيفة، تصرفاتها تكون كالأولاد في بعض الأحيان لكنها ظريفة جداً، والداها منفصلان تعيش مع والدها وهو سائق أجرة والدتها طبيبة، والداها الحقيقيان ماتا منذ زمن.

كلمة السر التي تقولها : دو دو ري ري مي مي فا
- زينة: هي ممثلة ومغنية مشهورة كانت مغرورة وتحب نفسها في البداية ودائماً تستخدم كرات الطلبات لتغيير أفكار الناس ولهذا عاقبتها الحاكمة ولكن الفتيات ساعدوها، وقد انضمت إلى الفتيات بعدها، تعيش مع والدتها ووالدها يعمل في مدينة أخرى، والدتها ممثلة سابقة ووالدها سائق قطارات.

كلمة السر التي تقولها : سي سي مي مي سي سي مي
- حلا:هي فتاة انتقلت إلى كوكب الأرض في الجزء الثالث وانظمت إلى الفتيات وأصبحوا 5فتيات، وهي فتاة تحب صنع الحلوى تعيش مع والديها .

كلمة السر التي تقولها :سي لا فا سي لا فا سول
- وريف: هي أخت رفيف وقد انضمت مع أختها بعدما اكتشفت سرهم وهي تحب النوم كثيرا ولا تستطيع إنجاز أعمالها دائما بسبب نومها الكثير.
- رنيم: هي فتاة صغيرة جداً من كوكب سيما، يربيها الفتيات الخمس لذلك تعتبرهم أمهاتها.
- طب طب : وهو الذي يوجه الفتيات على أعمالهم للبيع وتحذيرهم وطبطب هو نفسها الآنسة هناء صاحبة متجر السعادة.
- همزة : هو رجل شرير حبسته حاكمة كوكب سيما داخل حاسوب لأنه سرق جوهرة، وقد استخدمته الفتيات لكي يبحث عن الأشياء الضارة في الجزء الأول، لكن في الجزء الثاني قد تحرر وعاد لكوكبه وعاد إلى شره وهو يحاول سرقة رنيم لكي يصبح الوزير في كوكبه لكنه دوماً يخفق. وهو يحب زينة كثيراً والسيدات عامة.

## القصة
رأت رفيف محل السحر فدخلته فرأت الانسة هناء وعرفت انها ساحرة فتحولت إلى ضفدع أخضر اسمه طب طب ولكي تعود إلى هيأتها الطبيعية يجب أن يتجاوز الشخص الذي عرفها وهي رفيف 10 اختبارات في عالم السحر أو بالدبلجة العربية «كوكب سيما» فجعلها تمثل كوكب الأرض وبعدها أصبحت صديقاتها مثلها وهما ليلى وصفاء وقد اعطوهن عصا الطلبات لكي تلبى أي طلب لهم ولكن تحتاج عصا الطلبات إلى كرات لكي تعمل
و هذه الكرات لابد ان يشترهن بالمال لذلك قاموا بعمل محل لبيع الأشياء وبعدها يحصلون على المال.
و في هذا الجزء واجهتهم مشكلات كثيرة أحدها سرقة سنبة لمحلهم ولكن استطاعوا ان يستردنه.
و تقريباً في هذا الجزء كل الحلقات عن المغامرات الرائعة التي تواجه الفتيات الساحرات.
الحلقة القبل الأخيرة : تذهب الفتيات لاختبار المستوى الأخير وإذا استاعوا النجاح فيه سيصبحن يملكن
كرات زجاجيات وبالفعل نجحوا ولكن زميلتهم في الصف مروة رأتهم وهم يحلقون في السماء فلم تصدق ذلك
و بدأت تخبر الكل حتى انتشر الخبر للكل ولاباهم وامهاتهم وبذلك يذهب الجميع إلى متجر الفتيات ليبحثوا
عنهم وبعدها رأهوم وهم قادمون من كوكب سيما فتفاجأ الجميع.
الحلقة الأخيرة : بعدما رأهم الجميع قامت زينة بأخفاء ذاكرتهم جميعاً وهي هذه حركة محظورة لانها تأثر على
الإنسان، فعاقبتها حاكمة كوكب سيما بأن تظل نائمة لمدة سنة كاملة وتحرهما من عصا الطلبات فتحزن
عليها صديقاتها ووالديها ومعجبيها فهم لايستطيعون ايقاضها وبعدها في النهاية يطلبن يقومون
الفتيات رفيف وليلى وصفاء ووريف بالحركة المحظورة لتستيقظ زينة وهم يعرفن ان فعلها سيكلفهم
عصا الطلبات وبالفعل استطاع الفتيات ايقاض زينة لكن سحبت من عندهم عصا الطلبات.
و بهذا يعودون فتيات عاديات.
عدد حلقات الجزء الأول : 51 حلقة